# Tipula (Lunatipula) albostriata
Tipula (Lunatipula) albostriata is een tweevleugelige uit de familie langpootmuggen (Tipulidae). De soort komt voor in het Palearctisch gebied.